# Караджаева, Гуля Хангельдыевна
Гуля Хангельдыевна Караджаева (туркм. Gulýa Garajaýewa) — туркменский государственный деятель.

## Дата и место рождения
сведений нет

## Образование и специальность
сведений нет

## Карьера
21.07.1992 — 21.08.2000 — заместитель председателя Государственного объединения «Туркменхалы».
21.08.2000 — 23.11.2001 — заместитель государственного министра-председателя Государственной акционерной корпорации «Туркменхалы».
23.11.2001 — 29.03.2004 — государственный министр-председатель Государственной акционерной корпорации «Туркменхалы».
29 марта 2004 года уволена за серьезные недостатки в работе. Обвинена в «вопиющих нарушениях» в области финансовой деятельности Государственной акционерной корпорации «Туркменхалы». Дальнейшая судьба неизвестна.